# Postcodes in Zuid-Afrika
Postcodes in Zuid-Afrika bestaan uit vier cijfers. De postcodes werden in 1975 ingevoerd in Zuid-Afrika.
Zuid-Afrikaanse adressen volgen het volgende stramien:
```
 huisnummer straat
 postcode plaats
```

dus bijvoorbeeld:
```
 47 Rockey Street
 2198 Yeoville
```

## Regio's
De postcodes zijn als volgt geografisch verdeeld:
- 0000-2999  Noorden: Gauteng, Mpumalanga, Noordwest, Limpopo
- 3000-4999  Oosten: KwaZoeloe-Natal, oostelijk deel van de Oost-Kaap
- 5000-6699  Zuiden: Oost-Kaap, oostelijk deel van de West-Kaap
- 6000-8299  Westen: West-Kaap (Kaapstad en de westkust), Noord-Kaap (Namaqua)
- 8300-9999  Midden: Noord-Kaap en Vrijstaat (met uitzondering van de reeks 9000-9299)

Tot de onafhankelijkheid van Namibië in 1992 had ook Namibië (Zuidwest Afrika) het Zuid-Afrikaanse postcodesysteem (de reeks 9000-9299). Na de onafhankelijkheid werd het postcodesysteem in Namibië buiten gebruik gesteld.